# Abu Hamza al-Masri
Șeicul Abu Hamza al-Masri (n. 15 aprilie 1958) este un cleric musulman în Marea Britanie, condamnat la 7 februarie 2006 pentru ură rasială și incitare la omor.
1. ↑   https://www.nndb.com/people/238/000048094/ Lipsește sau este vid: |title= (ajutor)